# Bratoliubivka, Vesele
Bratoliubivka (în ucraineană Братолюбівка) este un sat în comuna Zaporijjea din raionul Vesele, regiunea Zaporijjea, Ucraina.

## Demografie
Componența lingvistică a localității Bratoliubivka
     Ucraineană (85,32%)
     Rusă (14,68%)
Conform recensământului din 2001, majoritatea populației localității Bratoliubivka era vorbitoare de ucraineană (85,32%), existând în minoritate și vorbitori de rusă (14,68%).